# Мурдук
Мурдук (англ. Murduk, араб. مردك) — поселення в Сирії, що складає невеличку друзьку общину в нохії Шахба, яка входить до складу однойменної мінтаки Шахба в південній сирійській мухафазі Ас-Сувейда.